# Parpagliola
Parpagliola (dal franc. parpaillole) è il nome di alcuni tipi di monete in bassa lega d'argento.
Il nome viene utilizzato per la prima volta nella seconda metà del Quattrocento in Provenza per indicare monete a basso contenuto d'argento. Fu imitata dai vescovi di Losanna (monetazione del Canton Vaud) e in Savoia.
A Milano fu emessa a partire dal XVI secolo e valeva 2 soldi e 6 denari. A Siena fu battuta nel XVI secolo e a Genova al principio del XVIII; a Parma fino alla fine del XVIII secolo.
A Milano fu tolta dalla circolazione nel 1777, ma fece di nuovo la sua comparsa nel 1808: una delle ultime parpagliole circolanti fu la moneta da 10 centesimi di Napoleone I per il Regno d'Italia (1808-1813), che conteneva solo il 20% di argento.